# Brachypterie
Brachypterie bezeichnet das Phänomen der Kurzflügeligkeit bestimmter Insekten-Gruppen. Diese weisen nur stark verkürzte, stummelförmige Flügel auf und sind dadurch gewöhnlich flugunfähig. Die betroffenen Tiere werden als brachypter oder mikropter bezeichnet. Der Begriff wird gelegentlich auch für andere Tiere wie Vögel verwendet.

## Etymologie
Der Begriff brachypter entstammt dem Altgriechischen und setzt sich aus den Wortteilen βραχύ brachy für „kurz“ und πτερ pter für „flügelig“ zusammen.

## Auftreten und Ursachen
Die verkürzten (brachypteren) Flügel sind in der Regel nicht zum Fliegen nutzbar. Bei einigen Arten können jedoch flugunfähige Flügel andere Körperfunktionen erfüllen. Beispielsweise nutzen manche brachyptere Heuschrecken (Orthoptera) und Gespenstschrecken (Phasmatodea) ihre stark verkürzten auffällig gefärbten Flügel als Warnfärbung. Brachypterie hängt mit der Rückbildung der Flugmuskulatur zusammen. Dadurch wird der Energiebedarf gesenkt, was für Weibchen wichtig ist, die die frei werdende Energie für die Fortpflanzung (Eiproduktion) benötigen. Die Rückbildung der Flügel geht auch mit anatomischen Unterschieden zu geflügelten Individuen einher. Außerdem werden die Gefahren des Fliegens bei windigen Verhältnissen auf ozeanischen Inseln vermieden, wo Fluginsekten häufig auf das Meer abgetrieben werden und ertrinken. Ektoparasitische Insekten sowie Inquilinen mit sozialparasitären Lebensstrategien benötigen nicht unbedingt funktionsfähige Flügel.
Es gibt Insektenarten, bei denen nur ein Geschlecht, gewöhnlich das weibliche, oder nur bestimmte Kasten (eusoziale Gruppen) von Brachypterie betroffen sind. Die restlichen Individuen sind vollgeflügelt oder langflügelig (makropter). Bei den Küchenschaben nutzen Männchen mit verkürzten Flügeln diese zur Balz. 
Bei einigen Insektenpopulationen gibt es offenbar einen Zusammenhang zwischen äußeren Faktoren wie Temperatur oder Umweltqualität während deren Entwicklung und dem Auftreten von Brachypterie. Dabei sind beispielsweise die im Winter (bei niedrigen Temperaturen) gewachsenen Insekten kurzgeflügelt. Ferner wird offenbar auch durch den Ausstoß von Pheromonen durch Stress (Verfolgungsdruck oder Überbevölkerung) der Anteil geflügelter Nachkommen gesteigert. Diese können dann aufgrund ihrer Flugfähigkeit andere Gebiete und Lebensräume erschließen (Dispersionsflug).
Unter anderen wachsen bei Flöhen und bei Arbeiterinnen von Ameisen überhaupt keine Flügel. Diese extreme Form von Brachypterie wird Apterie genannt. Die betroffenen Insekten werden als apter bezeichnet.
Bei den Kurzflüglern (Staphylinidae) sind nur die Deckflügel (Vorderflügel) verkürzt, die für das Flugvermögen wichtigen membranösen Hinterflügel sind dagegen voll ausgebildet.

## Insektengruppen mit brachypteren oder apteren Formen
Im Folgenden eine Liste von Insektengruppen gegliedert nach Insektenordnung, bei denen brachyptere oder aptere Formen auftreten:
- Schaben (Blattodae)
- Heuschrecken (Orthoptera) – bspw. bei den Gemeinen Grashüpfern gibt es sowohl makroptere als auch brachyptere Morphen
- Schnabelkerfe (Hemiptera)
  - Rundkopfzikaden – u. a. Doratura stylata
  - Spitzkopfzikaden – u. a. Moorkäferzikade
  - Wanzen – zahlreiche Arten, darunter die Feuerwanze
  - Pflanzenläuse – Blattläuse
- Flöhe (Siphonaptera)
- Hautflügler (Hymenoptera)
  - Schlupfwespen – verschiedene Arten der Cryptinae und Phygadeuontinae weisen brachyptere und meist auch makroptere Weibchen auf
  - Ameisen – Arbeiterinnen sind apter
  - Gallwespen
  - Hungerwespen
- Schmetterlinge (Lepidoptera) – bei verschiedenen Spannern und Wurzelbohrern gibt es brachyptere Weibchen, bspw. der Große Frostspanner und der Kleine Frostspanner; die Weibchen von Diurnea lipsiella aus der Familie der Chimabachidae sowie die Weibchen der Echten Sackträger (Psychidae) sind brachypter
- Staubläuse (Psocoptera)
- Zweiflügler (Diptera) – bspw. die Weibchen von Nephrotoma basiflava aus der Gattung der Krähenschnaken
- Käfer (Coleoptera)
  - Flohkäfer – bspw. Longitarsus tabidus
  - Laufkäfer – bspw. der Rotrandige Bartläufer (Leistus rufomarginatus)
- Gespenstschrecken (Phasmatodea)